# Weining
Weining (en chino, 威宁; pinyin, Wēiníng; en xiaojing, وِنٍْ ; romanizado, Weining) es un condado autónomo bajo la administración directa de la Prefectura Bijie en la Provincia de Guizhou, República Popular China.  Su área es de 6298 km² y su población total para 2016 superó los 1,2 millones de habitantes.
Desde el 1 de julio de 2013, el condado autónomo de Weining se ha convertido en un proyecto piloto directo en la provincia de Guizhou.

## Toponimia
A principios de la dinastía Tang, existía la tribu Wusa (乌撒), que recibió el nombre de su antepasado lejano. En 1276 aparece como topónimo para el Subdistrito Wusa (乌撒路). Durante la dinastía Qing (1382), se estableció Wusawei (乌撒卫). En 1664 Usawei fue eliminada y se estableció Weining, acrónimo de la frase "Traer al pueblo tranquilidad" (威镇安宁 Wēi zhèn ānNíng).
Como las otras regiones autónomas, se caracteriza por estar asociada a un grupo étnico minoritario, en este caso, los Yi, Hui, y Miao. La región recibió la condición de "autónomo" cuando se estableció el "condado autónomo yi, hui y miao de Weining" en 1955.

## Administración
Desde julio de 2020, el  condado Weining se divide en 39 pueblos que se administran en 4 subdistritos,   30 poblados, 4 villas y 1 villa étnica. 

## Geografía
El condado autónomo de Weining tiene una elevación promedio de 2200 m s. n. m., es el condado de elevación más grande y más alto en la provincia de Guizhou. La cordillera de Wumen atraviesa el condado. Hay cuatro picos de más de 2800 metros. La parte central del condado es abierta y plana, con una circunferencia baja, picos y ríos escalonados.

## Clima
El condado autónomo de Weining tiene un clima subtropical húmedo de monzón con 1812 horas de sol al año, un período sin heladas de 180 días, una precipitación anual de 926 mm,. El invierno es cálido y el verano es fresco con una temperatura promedio en el verano de 18 grados. El condado de Weining  es denominado "Ciudad del Sol" por la comunidad meteorológica debido al número promedio anual de horas. El clima se caracteriza por cuatro estaciones distintas.
| Parámetros climáticos promedio de Weining (1981−2010)      | Parámetros climáticos promedio de Weining (1981−2010) | Parámetros climáticos promedio de Weining (1981−2010) | Parámetros climáticos promedio de Weining (1981−2010) | Parámetros climáticos promedio de Weining (1981−2010) | Parámetros climáticos promedio de Weining (1981−2010) | Parámetros climáticos promedio de Weining (1981−2010) | Parámetros climáticos promedio de Weining (1981−2010) | Parámetros climáticos promedio de Weining (1981−2010) | Parámetros climáticos promedio de Weining (1981−2010) | Parámetros climáticos promedio de Weining (1981−2010) | Parámetros climáticos promedio de Weining (1981−2010) | Parámetros climáticos promedio de Weining (1981−2010) | Parámetros climáticos promedio de Weining (1981−2010) |
| Mes                                                        | Ene.                                                  | Feb.                                                  | Mar.                                                  | Abr.                                                  | May.                                                  | Jun.                                                  | Jul.                                                  | Ago.                                                  | Sep.                                                  | Oct.                                                  | Nov.                                                  | Dic.                                                  | Anual                                                 |
| ---------------------------------------------------------- | ----------------------------------------------------- | ----------------------------------------------------- | ----------------------------------------------------- | ----------------------------------------------------- | ----------------------------------------------------- | ----------------------------------------------------- | ----------------------------------------------------- | ----------------------------------------------------- | ----------------------------------------------------- | ----------------------------------------------------- | ----------------------------------------------------- | ----------------------------------------------------- | ----------------------------------------------------- |
| Temp. máx. abs. (°C)                                       | 22.8                                                  | 23.6                                                  | 28.2                                                  | 28.7                                                  | 30.7                                                  | 31.5                                                  | 28.5                                                  | 28.6                                                  | 30.0                                                  | 25.1                                                  | 23.2                                                  | 21.6                                                  | '                                                     |
| Temp. máx. media (°C)                                      | 8.8                                                   | 11.1                                                  | 15.3                                                  | 18.8                                                  | 20.3                                                  | 21.0                                                  | 22.2                                                  | 22.1                                                  | 19.4                                                  | 15.5                                                  | 12.9                                                  | 9.6                                                   | 16.4                                                  |
| Temp. media (°C)                                           | 2.4                                                   | 4.5                                                   | 7.9                                                   | 11.8                                                  | 14.4                                                  | 16.3                                                  | 17.7                                                  | 17.4                                                  | 14.8                                                  | 11.1                                                  | 7.5                                                   | 3.7                                                   | 10.8                                                  |
| Temp. mín. media (°C)                                      | -1.4                                                  | 0.4                                                   | 3.4                                                   | 7.3                                                   | 10.5                                                  | 13.3                                                  | 14.8                                                  | 14.4                                                  | 11.9                                                  | 8.4                                                   | 4.3                                                   | 0.1                                                   | 7.3                                                   |
| Temp. mín. abs. (°C)                                       | -11.4                                                 | -10.2                                                 | -10.0                                                 | -5.4                                                  | 0.1                                                   | 6.5                                                   | 6.9                                                   | 8.0                                                   | 3.1                                                   | -2.9                                                  | -6.3                                                  | -11.3                                                 | '                                                     |
| Precipitación total (mm)                                   | 11.5                                                  | 10.4                                                  | 19.1                                                  | 39.2                                                  | 87.3                                                  | 173.7                                                 | 174.1                                                 | 144.3                                                 | 108.0                                                 | 63.4                                                  | 21.4                                                  | 7.1                                                   | 859.5                                                 |
| Días de precipitaciones (≥ 0.1 mm)                         | 13.4                                                  | 13.1                                                  | 11.6                                                  | 14.0                                                  | 18.0                                                  | 20.7                                                  | 19.0                                                  | 18.4                                                  | 17.5                                                  | 17.7                                                  | 12.5                                                  | 11.5                                                  | 187.4                                                 |
| Humedad relativa (%)                                       | 79                                                    | 74                                                    | 71                                                    | 71                                                    | 76                                                    | 82                                                    | 82                                                    | 81                                                    | 82                                                    | 86                                                    | 82                                                    | 80                                                    | 78.8                                                  |
| Fuente n.º 1: China Meteorological Data Service Center     |                                                       |                                                       |                                                       |                                                       |                                                       |                                                       |                                                       |                                                       |                                                       |                                                       |                                                       |                                                       |                                                       |
| Fuente n.º 2: Weather China (precipitation days 1971-2000) |                                                       |                                                       |                                                       |                                                       |                                                       |                                                       |                                                       |                                                       |                                                       |                                                       |                                                       |                                                       |                                                       |

## Población
En 2016, la población residente del condado autónomo de Weining era de 1 283 700 habitantes, un aumento de 6900 personas desde finales de 2015. El número de hogares registrados en el condado autónomo al final del año era de 374 500. La tasa de natalidad fue 3.23% más baja que la de 2015. La tasa de crecimiento natural de la población fue de 0.58% más alta que la de 2015. La tasa de mortalidad fue de 3.81% más baja que en 2015. 
A fines de 2014, había 357 700 habitantes de minoría étnica en el condado autónomo, que representaban el 23,7% de la población total, hay19 grupos étnicos, incluidas las nacionalidades Yi , Hui y Miao que llevan su nombre. 